# Переправа (телесериал)
«Перепра́ва» (англ. The Crossing) — американский научно-фантастический телесериал, премьера которого состоялась 2 апреля 2018 года на телеканале ABC.
11 мая 2018 года сериал был закрыт после одного сезона.

## Сюжет
Действие происходит в городке Порт-Канаан, штат Орегон, расположенном на берегу океана. Местный шериф Джуд Эллис обнаруживает на пляже возле города несколько сот выброшенных из воды тел людей, некоторые из которых оказались живы. Всего спасено 47 человек. Все выжившие дают примерно одинаковые показания, что перенеслись из 2194 года, спасаясь от войны и преследования. С их слов, в будущем человечество разделилось на «обычных» и «апексов» — генно-модифицированных людей, обладающих сверхчеловеческими способностями. В будущем «Апексы» почти полностью истребили «обычных» людей и те, в поисках исхода, смогли разработать технологию перемещения во времени, чтобы отправлять людей в прошлое. В последний момент перед прыжком во времени, группу беженцев атаковали «апексы». Перемещение произошло незапланированным образом и люди оказались в 2018 году под водой.
Дело берут под контроль спецслужбы. Беженцев переселяют в специальный лагерь. Жителям города излагают версию о крушении русского судна. Расследование показывает, что среди обычных есть по крайней мере один апекс — девушка по имени Рис. В 2187 году, в ходе рейда зачистки «обычных», Рис находит младенца - девочку по имени Леа. Напарник Рис пытается убить младенца, но Рис убивает своего напарника и решает тайно удочерить девочку, нарушив законы своего общества. По началу Рис не знает, что девочка смертельно больна. Позже доктор сообщает ей, что болезнь неизлечима и смертельна для "обычных", но можно помочь девочке бороться с болезнью, используя антитела из крови Рис, т.к. у «апексов» чрезвычайно сильный иммунитет и вирус на них не действует. Жить под страхом раскрытия стало невозможно и Рис присоединилась к беженцам во времени. После неудачного перемещения судьба матери и дочери разделилась. Рис ищет любую возможность освободить дочь из лагеря.
Дальнейшее расследование шерифа Эллиса выявило то, что данное перемещение не первое. 10 лет назад из будущего прибыла первая группа. Им удалось ассимилироваться в общество незаметно. Благодаря своим знаниям будущего, они делают неплохую карьеру. Особенно преуспел Крейг Линдауэр, ставший помощником министра. Он убеждает руководство передать дело беженцев ему. Линдауэр планирует уничтожить всех выживших, которые могут раскрыть тайну его личности. Путешественники во времени, при помощи шерифа, организуют побег. В последний момент Линдауэр позволяет им покинуть лагерь и скрывается сам. Рис благополучно воссоединяется с дочерью. Всю информацию по делу Эллису удается уничтожить.
Впрочем, перед спасшимися стоит еще более важная задача: не дать возникнуть разделению общества на обычных и апексов, которое в будущем приведет к тотальному геноциду. Микробиолог доктор Софи Форбин начала исследования организма апекса Рис и смогла получить образцы её биоматериала. Софи безнадежна больна, но, благодаря сыворотке из крови, смогла вылечиться. Более того, она имеет генный маркер, характерный для апекса, и теперь начала в него превращаться.

## В ролях
- Стив Зан — шериф Джуд Эллис
- Натали Мартинес — Рис
- Сандрин Холт — агент Эмма Рен
- Томми Бастоу[англ.] — Маршалл
- Роб Кэмпбелл[англ.] — Пол
- Рик Гомес[англ.] — Нестор Розарио
- Маркус Харрис — Калеб
- Грант Харви — Рой Аронсон
- Джей Карнс[англ.] — Крэйг Линдауэр
- Симона Кесселл — Ребекка
- Келли Миссал — Ханна
- Люк Родерик — Брайс Фостер
- Бэйли Скойе — Леа
- Джон Д’Лео[англ.] — Уилл
- Джорджина Хэйг — доктор Софи Форбин

## Отзывы критиков
На сайте-агрегаторе Rotten Tomatoes сериал держит 65% «свежести», что основано на 14-ти рецензиях со средним рейтингом 5.79/10. На Metacritic сериал получил 59 баллов из ста, что основано на 12-ти «смешанных и средних» отзывах критиков.